# SN 2000bh
SN 2000bh – supernowa typu Ia odkryta 5 kwietnia 2000 roku w galaktyce E573-G14. W momencie odkrycia miała maksymalną jasność 16,00m.